# Maison de Radisav Jovanović
La maison de Radisav Jovanović (en serbe : Kuća Radisava Jovanovića, en serbe en écriture cyrillique : Кућа Радисава Јовановића) est située à Belgrade, la capitale de la Serbie, dans la municipalité urbaine de Stari grad. Construite en 1910, elle est inscrite sur la liste des biens culturels de la Ville de Belgrade.

## Présentation

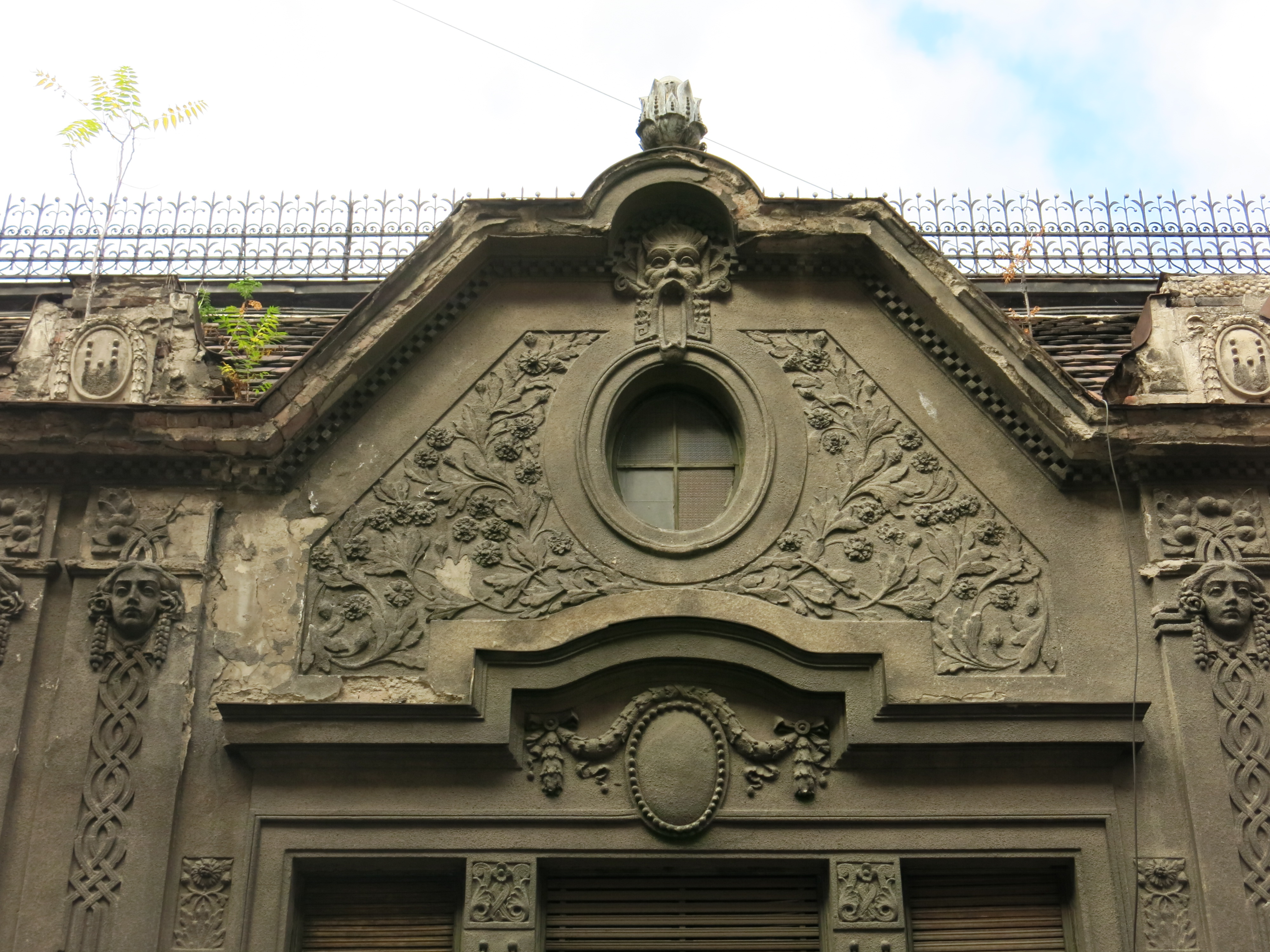
Détail de la façade

La maison de Radisav Jovanović, située 5 rue Stevana Sremca, a été construite à la fin de 1910 selon un projet de l'architecte Branko Tanazević et conçue comme un bâtiment résidentiel doté d'un rez-de-chaussée et d'une grande cour. Le plan d'ensemble est traditionnel ; en revanche, la façade est ornée d'éléments Art nouveau et de motifs serbo-byzantins, caractéristiques de toutes les réalisations de Tanazević à cette époque.
La décoration intérieure est typique du goût des familles bourgeoises au début du XXe siècle. Le hall d'entrée est couvert de fresques dont les motifs sont empruntés à la peinture hollandaise ; de grands poêles en céramique ont été achetés en Autriche.